# Garges-lès-Gonesse
Garges-lès-Gonesse è un comune francese di 40 481 abitanti situato nel dipartimento della Val-d'Oise nella regione dell'Île-de-France.
È salito agli onori delle cronache per la lacrimazione di olio da una raffigurazione della madonna.

## Società

### Evoluzione demografica
Abitanti censiti